# Vazgen Manukián
Vazgen Manukián (armenio: Վազգեն Մանուկյան) (* Gyumri, 13 de febrero de 1946) es un científico y político armenio, ministro de defensa y primer ministro de Armenia.

## Biografía
Manukián nació en Leninakan (actual Gyumri) en la República Socialista Soviética de Armenia, en 1946. Obtuvo un PhD en matemáticas y ciencia física. Está casado y tiene tres hijos.
En 1988 estuvo arrestado durante 6 meses por ser miembro del Comité Karabaj. Fue primer ministro de Armenia del 13 de agosto de 1990 al 22 de noviembre de 1991, en el gobierno del presidente Levon Ter-Petrosián. De 1992 a 1993 Manukián fue interinamente ministro de Defensa de Armenia.